# کمیته رایزنی ملی هوانوردی آمریکا
کمیته رایزنی ملی هوانوردی آمریکا (به انگلیسی: The National Advisory Committee for Aeronautics) به‌اختصار ناکا (به انگلیسی: NACA) یک سازمان دولتی ایالات متحده آمریکا است که در ۳ مارس ۱۹۱۵ بنیان‌گذاری‌شد و به پژوهش‌های دربارهٔ حمل‌ونقل پرداخت. در ۱ اکتبر ۱۹۵۸، ناکا برچینش‌شد و سازمان ناسا جایگزین آن شد.

## توضیحات کلی
کمیته رایزنی ملی هوانوردی آمریکا (NACA) یک آژانس فدرال ایالات متحده بود که در سوم مارس سال ۱۹۱۵ میلادی برای انجام، ترویج و نهادینه کردن تحقیقات هوانوردی تأسیس شد. در اول اکتبر سال ۱۹۵۸، این آژانس منحل شد و دارایی‌ها و پرسنل آن به اداره ملی هوانوردی و فضایی جدید موسوم به "(ناسا)" منتقل شدند.  NACA یک ابتکار است، یعنی به عنوان حروف جداگانه تلفظ می شود، نه به عنوان یک کلمه کامل (همانطور که ناسا در سال های اولیه پس از تأسیس بود).